# 云南崖摩
云南崖摩（学名：Amoora yunnanensis）为楝科米仔兰属下的一个种。其种加词 yunnanensis 意为“云南的”。
现接受名为望谟崖摩指名亚种（Aglaia lawii subsp. lawii）。